# 요한 야코프 폰 추디
요한 야코프 폰 추디(Johann Jakob von Tschudi, 1818년 7월 25일 ~ 1889년 10월 8일)는 스위스 태생의 박물학자이자 탐험가, 외교관이다. 분류학 및 생물학에 이바지했으며, 산지기니피그(Cavia tschudii) 등을 위시로 하여 여러 생물종의 학명이 그의 이름을 따왔다.